# Basic (film)
Basic è un film del 2003 diretto da John McTiernan.

## Trama
A Panama, una squadra di Army Rangers guidata dal sergente maggiore Nathan West si impegna in un'esercitazione nella giungla dove vengono utilizzate munizioni vere. Il sergente Ray Dunbar emerge dalla giungla trasportando il sottotenente Levi Kendall ferito. I due uomini vengono inseguiti dal sergente Mueller, che sta sparando contro di loro, e Dunbar uccide Mueller per legittima difesa. Sebbene non siano stati trovati altri corpi, si presume che i membri della squadra di West siano morti.
Dunbar si rifiuta di parlare con l'investigatore della polizia militare rappresentato dal Capitano Julia Osborne e insiste per parlare con un compagno Ranger dall'esterno della base, disegnando un "8" su un pezzo di carta. Il comandante della base, il colonnello Bill Styles chiama allora il suo amico ed esperto interrogatore, l'agente della DEA Tom Hardy, sospettato per presunta corruzione ed anche ex Ranger, il quale viene affiancato al Capitano Osborne per il proseguimento delle indagini.
West era famoso per essere un sergente spietato e duro come un chiodo. Uno dei tirocinanti, Jay Pike, si è guadagnato l'ira di West per non aver eseguito gli ordini e potrebbe aver inscenato l'omicidio.
Kendall, figlio di un generale di capo di stato maggiore, è un omosessuale e afferma che West lo odiava e che potrebbe avergli ordinato un "incidente di addestramento". Afferma che West è morto quando è stato colpito alla schiena da una granata al fosforo bianco. Quando Pike ha confessato il crimine, Dunbar ha voluto denunciarlo; ne seguì uno scontro a fuoco, in cui la maggior parte dei tirocinanti fu uccisa.
Dunbar dice che Kendall sta mentendo. Mueller e Castro vendevano illegalmente farmaci da prescrizione e West venne a conoscenza del loro spaccio di droga. Mueller ha usato la granata di Pike per uccidere West, poi ha cercato di incolpare Pike. È scoppiato uno scontro a fuoco e diverse reclute sono state uccise. Dunbar afferma che il dottor Peter Vilmer, un vecchio amico ed ex di Osborne, ha fornito la droga e falsificato i test antidroga in modo che i soldati ne uscissero puliti. Dopo aver confessato il crimine, Vilmer viene arrestato.
Styles ordina a Osborne e Hardy di non parlare più con Kendall. Disobbediscono e, in ospedale, interrogano Kendall ancora una volta, ma all'improvviso il sottotenente peggiora, sanguina e vomita sangue. Prima di morire, disegna un "8" con il proprio sangue. Hardy rivela la conversazione che ha avuto in precedenza con Styles. Si dice che ci sia un gruppo di ex Rangers a Panama, addestrati da West, che sono diventati ladri e spacciatori. Si chiamano "Sezione 8".
Styles è furioso; solleva Osborne dal suo dovere e chiede a Hardy di andarsene. Considera chiuse le indagini e il trasporto CID da Washington arriverà per portare via Vilmer e Dunbar.
Vilmer rivela accidentalmente che "Dunbar" è in realtà Pike, e Hardy, all'ultimo momento,  riesce a impedire a Pike di salire sull'aereo. Nella nuova storia di Pike, West ha appreso dell'operazione principale in corso alla base: il contrabbando di cocaina. Ha affrontato i Rangers e ha minacciato di consegnarli alle autorità. Dopo un breve scontro a fuoco, West e le altre reclute furono uccise. Pike poi ha preso la targhetta di Dunbar e portato Kendall al punto di estrazione. Quindi dà a Hardy, Osborne e Styles il numero di una cassa in cui Vilmer aveva immagazzinato la cocaina.
Hardy quindi affronta Styles da solo. Styles è stato dietro lo spaccio di droga per tutto il tempo. Quando West riferì l'operazione a Styles, quest'ultimo ordinò a Mueller e Kendall di ucciderlo nella giungla e, in seguito, avvelenò Kendall ricoverato in ospedale. Styles cerca di corrompere Hardy, poi gli punta la sua arma, ma viene ucciso da Osborne, che stava origliando i loro discorsi.
Quando l'indagine è conclusa, Osborne sospetta che Hardy possa essere coinvolto, perché ha prestato servizio con West e lo odiava, e perché la "Sezione 8" contiene gli ex tirocinanti di West. Vede Pike entrare furtivamente nell'auto di Hardy e li segue a Panama City, dove entrano in una porta con una grande palla da otto appesa sopra. Nell'edificio, viene accolta da West e dal resto della squadra: Castro, Dunbar e Nuñez, che Hardy rivela come suoi "colleghi".
La "Sezione 8" è un'unità antidroga specializzata in operazioni oscure guidata dal colonnello Tom Hardy, e la storia del "folle mercenario" è una copertura per spaventare i cartelli. Gli agenti si sono infiltrati nella base con nomi falsi per indagare sul traffico di cocaina e hanno scoperto che Mueller, Kendall e Vilmer erano responsabili. West, non rendendosi conto che anche Styles fosse coinvolto, lo informò dello spaccio di droga. La missione di addestramento ordinata da West era un'operazione segreta della "Sezione 8" per raggirare Mueller e Kendall, fingendo la morte di West per trasferirlo alla "Sezione 8". Hardy era stato chiamato alla base dal messaggio in codice per confermare il coinvolgimento di Styles e Vilmer.
Impressionato dal suo lavoro, Hardy offre a Osborne un lavoro nell'unità.

## Slogan promozionali
- «Deception is their most dangerous weapon.» (L'inganno è la loro arma più pericolosa.)
- «Seeing is deceiving.» (Vedere è ingannevole)
- «There are degrees of truth.» (Ci sono gradi di verità)